# Gottlieb Budäus (Mediziner, 1664)
Gottlieb Budäus, auch Theophil Budäus, (* 15. Juli 1664 in Rehfeld; † 1734 in Bautzen) war ein deutscher Arzt, Leibarzt des Herzogs von Sachsen zu Merseburg und Mitglied der Gelehrtenakademie „Leopoldina“.
Gottlieb (Theophil) Budäus war Respondent in Wittenberg. Er war erster Provinzialphysikus der Niederlausitz und Stadtarzt in Lübben. Später wurde er Leibarzt des Herzogs von Sachsen zu Merseburg und Stadtarzt in Spremberg sowie endlich Provinzialphysikus der Oberlausitz und Stadtarzt in Bautzen. Budäus beschäftigte sich mit der sächsischen Kriebel=Krankheit, oder so genannten Kornstaupe.
Am 3. November 1699 wurde Theophil Budaeus mit dem akademischen Beinamen Menodotus als Mitglied (Matrikel-Nr. 239) in die Leopoldina aufgenommen. Er gehörte der Sektion Medizin an.

## Werke
- Gottlieb Budaeus (Respondent), Georg Wolfgang Wedel (Präsident): Disputatio Medica Inauguralis De Palpitatione Cordis ... Dissertation, 1690.
- Gottlieb Budaeus und Christian Vater: Naturam Et Curam Memoriae, Ex Consensu Gratiosissimae Facultatis Medicae Wittenbergensis, Sub Moderamine Viri Nobilissimi, Amplissimi, Experientissimi, Dn. Christiani Vateri, Phil. & Medic. Doctoris, ut & Physici Provincialis Celeberrimi, Dn. Patroni & Praeceptoris sui omni honoris cultu aetatem devenerandi, exhibet Ad diem XXII. Decembris, A. Ae. Chr. MDCLXXXVI. Verlag Schultze, Wittenbergae 1686, Digitalisat
- Gottlieb Budaeus (auch Hrsg.) und David Richter: Consilium Medicum von der Krampf-Sucht oder Kriebel-Kranckheit, Welche, nebst andern hefftigen Zufällen, in dem abgewichenen Jahre ... im Chur-Fürstenthum Sachsen ... grassiret. Nebst Communicirung einiger dienlich befundenen Medicamenten, und beygefügten Erinnerungen, wie auch einem Berichte von denen Balsamischen Visceral-Pillen, und Visceral-Saltze. Verlag Richter, Budißin 1717, Digitalisat
- Gottlieb Budaeus: Miscellanea medico-chirurgica, pratica et forensia, Görlitz 1731 Digitalisat